# Dani Tyler
Danielle M. „Dani“ Tyler (* 23. Oktober 1974 in River Forest) ist eine ehemalige US-amerikanische Softballspielerin.

## Karriere
Tyler wurde zwischen 1993 und 1998 in die US-amerikanische Softballnationalmannschaft berufen und gehörte zum Team, das bei den Olympischen Spielen 1996 in Atlanta die Goldmedaille gewann. Zwei Jahre später wurde sie mit der US-Auswahl zudem Weltmeisterin. Auf Vereinsebene spielte sie für die St. Louis Classics und die Whiteford Sharks – dort auf der Position der Shortstop, während sie im Nationalteam als Second Baseman eingesetzt wurde. Ihre Collegekarriere absolvierte sie an der Drake University. Nach dem Ende ihrer aktiven Laufbahn wurde sie Buchhalterin bei Bansley & Kiener, LLP nahe Chicago.